# Kostel svatého Bartoloměje (Bítovany)
Původně gotický kostel svatého Bartoloměje stojí na návrší uprostřed bítovanské návsi v okrese Chrudim. Kostel svatého Bartoloměje svým umístěním na návrší nad říčkou Ležák tvoří přirozenou dominantu vesnice. Kostel je od 17. května 2005 chráněn jako kulturní památka.

## Historie
Kostel v obci Bítovany je poprvé zmíněn k roku 1349 jako farní kostel. Kostel se stal na začátku 15.  století utrakvistickým. Zůstal jím do roku 1621, poté byl přičleněn k faře ve Skutči a v roce 1677 k žumberské farnosti.
Kostel byl barokně upraven v roce 1652, v 18. století za panství hrabat ze Schonfeldu byla upravena chrámová loď a v letech 1881–1883 za patronátu knížete Františka Josefa z Auerspergu byl kostel regotizován chrudimským architektem a stavitelem Františkem Schmoranzem starším. 
Kostel svatého Bartoloměje slouží jako filiální kostel žumberské farnosti. Pravidelné bohoslužby se v kostele nekonají.

## Popis

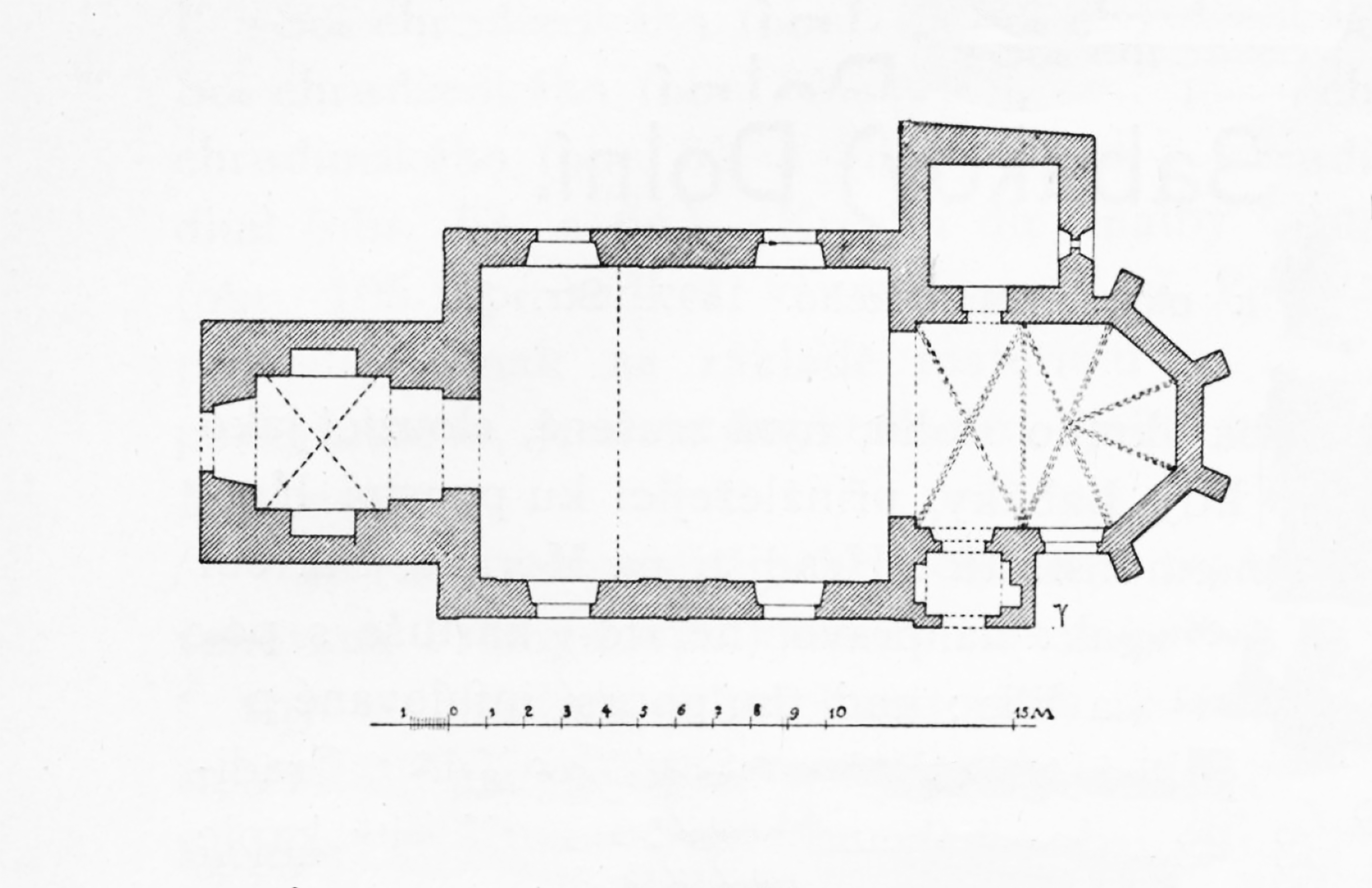
Půdorys kostela

### Exteriér
Kostel svatého Bartoloměje je jednolodní orientovaná stavba s obdélnou lodí zakončenou pětibokým presbytářem se stupňovitými opěrnými pilíři a s předsazenou západní věží s osmibokou jehlancovou střechou krytou břidlicí. K věži bylo přistavěno točité schodiště vedoucí na kůr a do zvonového patra věže. K presbytáři na severní straně přiléhá sakristie zaklenutá valenou klenbou. Presbytář osvětlují vysoká hrotitá okna s novogotickými kružbami.
Loď je osvětlena po stranách dvěma dvojicemi vysokých hrotitých oken, fasádu člení lizénové rámy a profilovaná korunní římsa obíhající loď i presbytář. Na vnější straně severní zdi kostela, vedle sakristie, je zazděno v řadě deset pískovcových náhrobních kamenů ze 16 a 17. století, další fragment náhrobku je vsazen do zazdívky severního portálu v podvěží.
Fasáda kostela je tvořena hladkou vápennou omítkou v kombinaci bílých ploch a okrových plastických článků. Sedlová střecha kostela je kryta bobrovkami. Sakristii osvětluje drobné hrotité okénko s hlubokou špaletou, v níž je osazen plochý, do trnů roztepaný pás železa ve funkci mříže. Nepůvodní vstup do sakristie je na východní straně. Hlavní vstup do kostela je na západní straně hranolové věže v neogotickém, lehce hrotitém portálu. Nad ním je v prvním patře nevelké hrotité  okno s novogotickou kružbou přerušující mezipatrovou římsu. Zvonové patro věže je z volných stran osvětleno hrotitými novogotickými okny s kamenným ostěním.

### Interiér
Presbytář je zaklenut jedním křížovým polem žebrové klenby a paprsčitým závěrem, pod ním je nepřístupná krypta. Loď je plochostropá. Stěny člení jednoduché pilastry, jejich hlavice jsou tvořeny zalomením římsy. Na západní straně je zděná kruchta, podklenutá třemi poli segmentové klenby. Pod kruchtou je široký půlkruhový průchod do podvěží, uzavřený prosklenou stěnou s dveřmi. 
Hlavní oltář je novogotický z doby poslední přestavby, boční oltáře s bohatě vyřezávanými akantovými rámy jsou z doby okolo roku 1800.

## Galerie

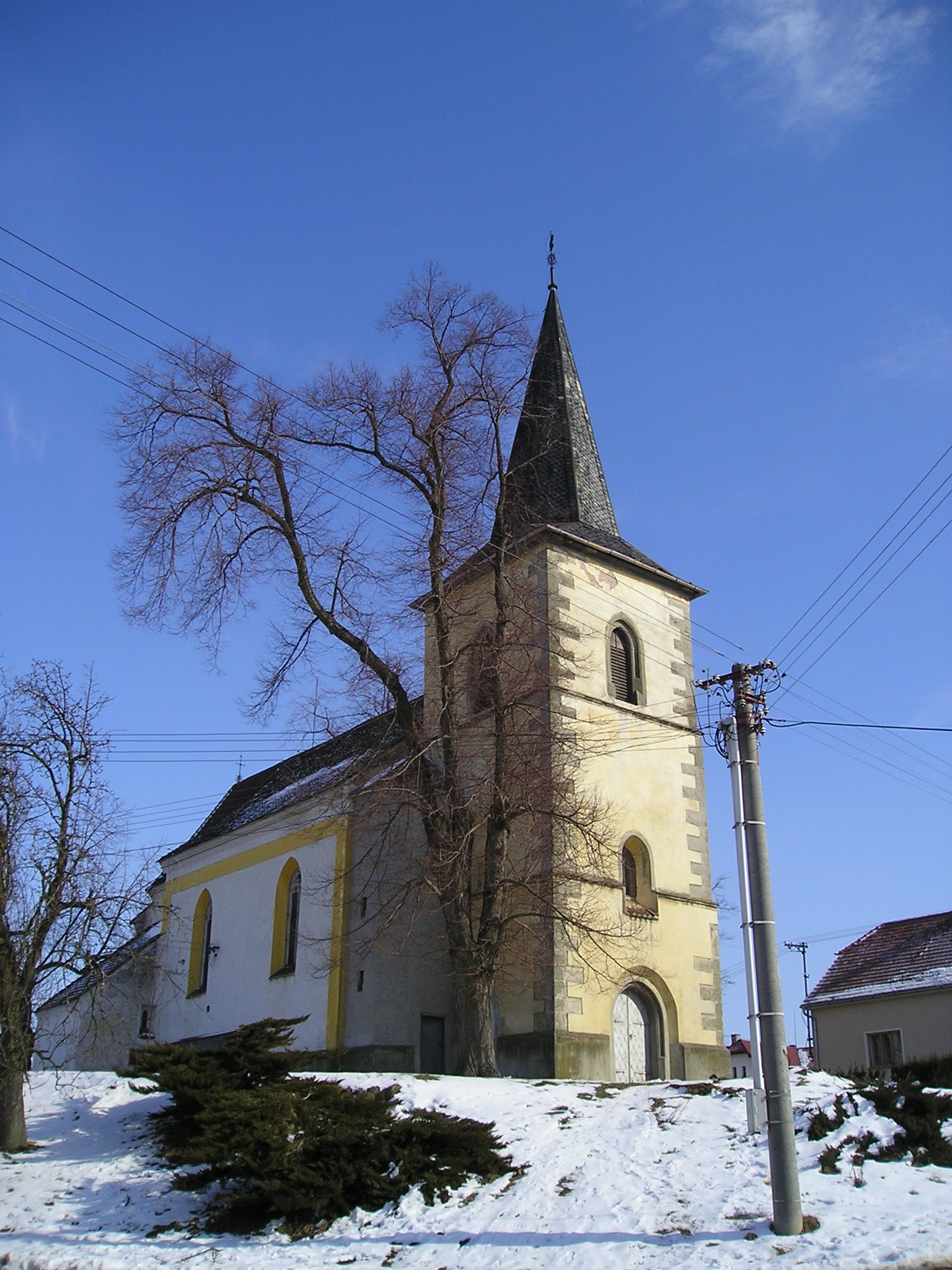
Kostel svatého Bartoloměje
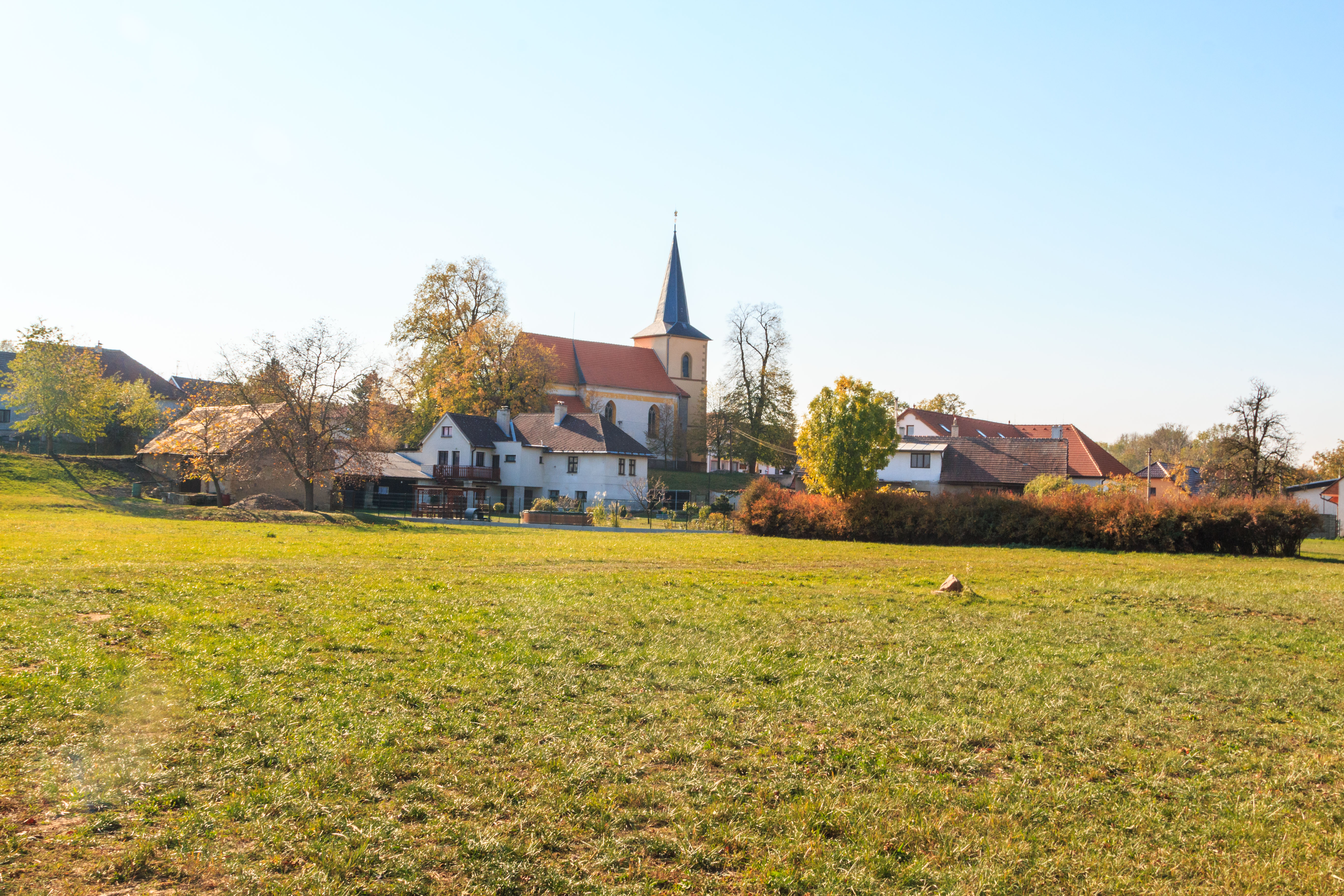
Kostel svatého Bartoloměje
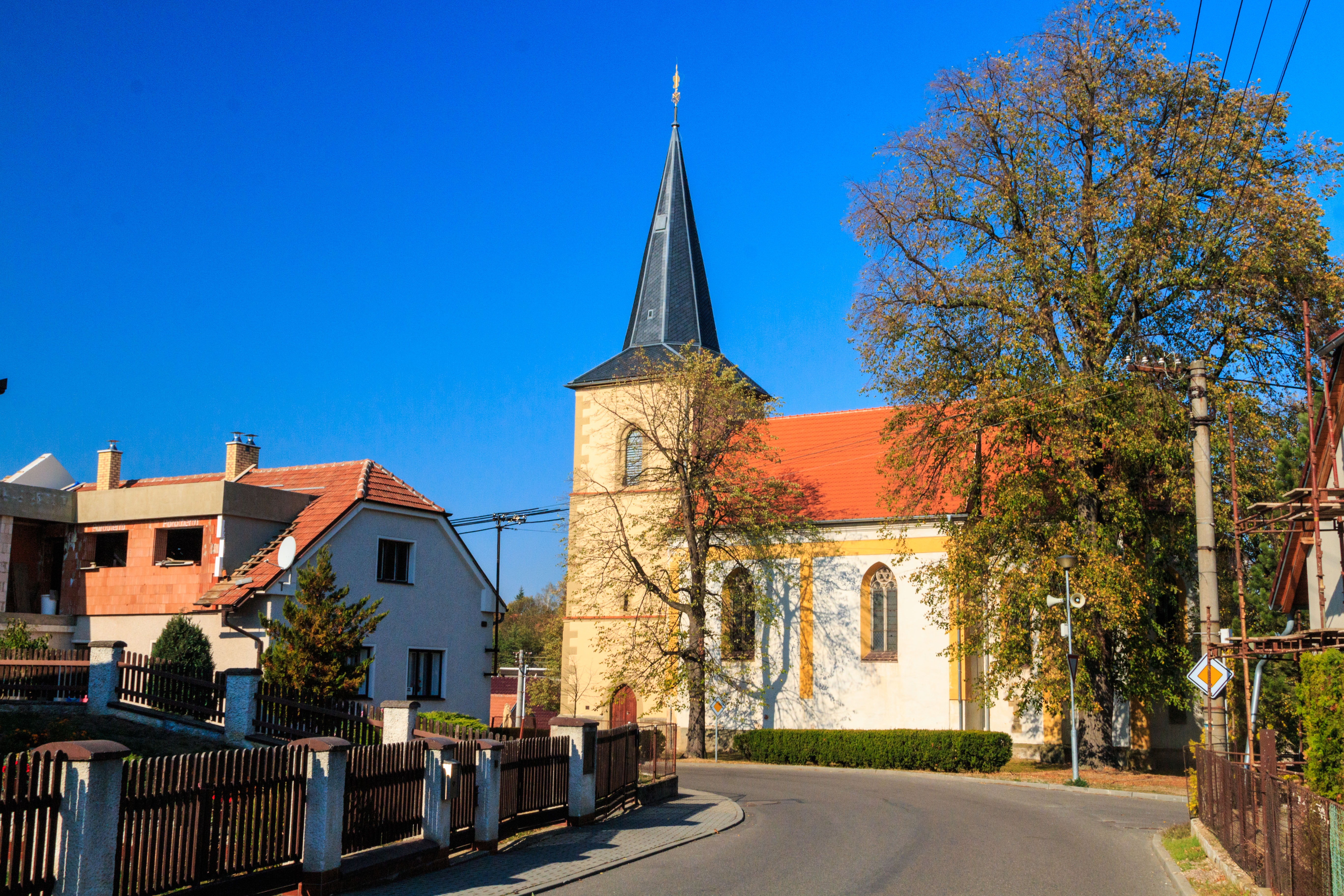
Kostel svatého Bartoloměje
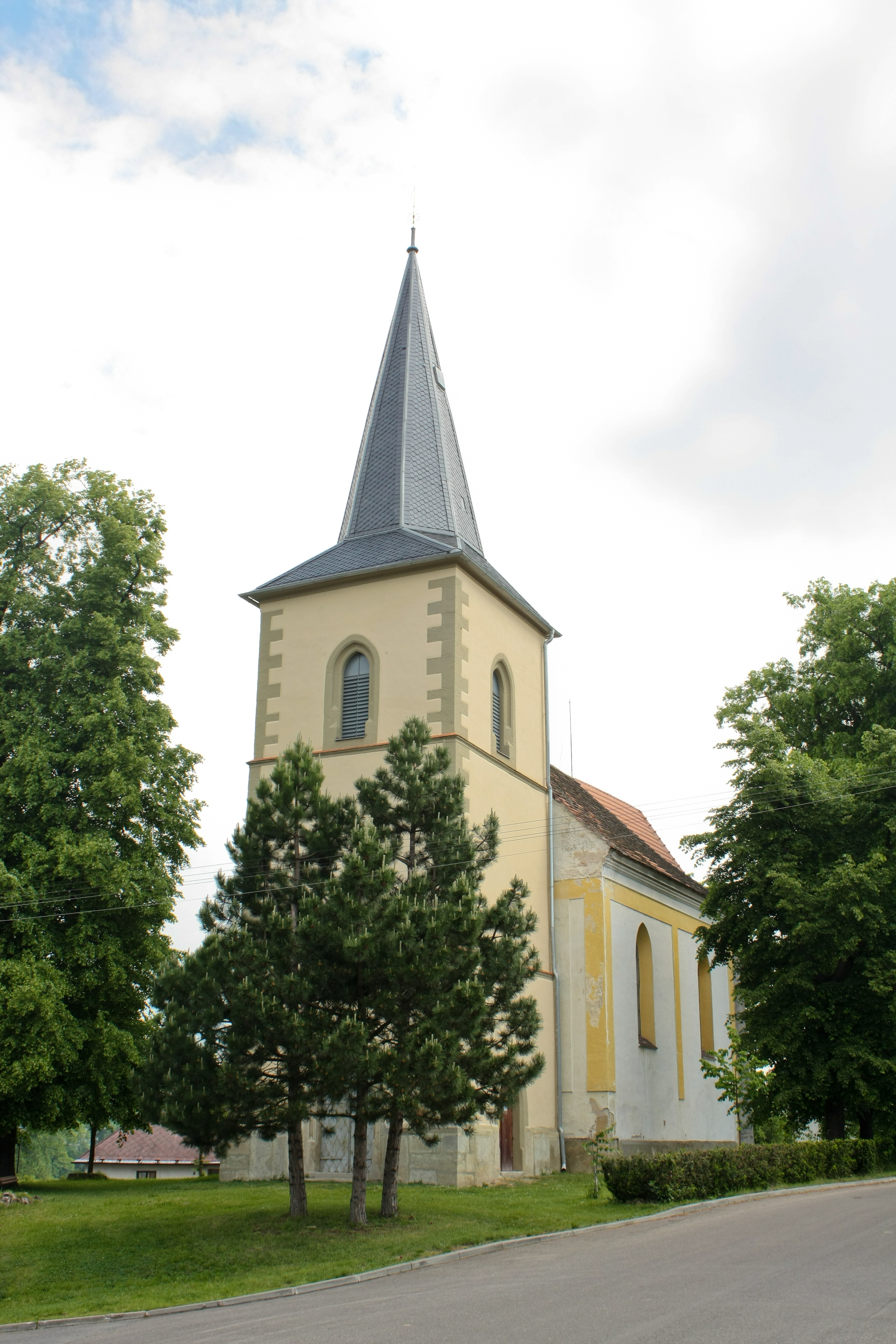
Kostel svatého Bartoloměje